# Заславський Ісай Якович
Ісай Якович Заславський (15 травня 1915, Київ — 24 листопада 2000, Київ) — український літературознавець, педагог. Доктор філологічних наук (1981), професор (1982). Дослідник творчості Михайла Лермонтова, Олександра Пушкіна, Тараса Шевченка, Івана Франка тощо, історії російсько-українських літературних взаємин, українського художнього перекладу.
Учасник німецько-радянської війни, старший лейтенант військової служби. Воював у складі, зокрема, 17-ї повітряної армії, брав участь в обороні Сталінграда та захопленні Будапешта. Після завершення війни, протягом майже 45 років — педагог кафедри історії російської літератури Київського державного університету імені Тараса Шевченка (1946—1989). Автор понад 300 наукових робіт.

## Життєпис
Народився 15 травня 1915-го року у Києві.
У 1937-му році з відзнакою закінчив Київський університет. Учень професорів Миколи Зерова, Сергія Маслова, Степана Савченка, Івана Шаровольського, Бориса Якубського.
У 1940-му році закінчив аспірантуру, увійшов до педагогічного складу Київського університету. Перед самим початком війни здобув науковий ступінь кандидата філологічних наук, захистивши дисертацію на тему «О гуманизме М. Ю. Лермонтова».
Воював у складі 17-ї повітряної армії, брав участь в обороні Сталінграда та захопленні Будапешта. Завершив війну у званні старшого лейтенанта, був нагороджений декількома бойовими орденами та медалями.
Після демобілізації, у 1946-му році, повернувся на кафедру історії російської літератури Київського університету, на якій працював майже 45 років, до виходу на пенсію. Викладав курси історії російської літератури першої половини XIX століття, спецкурси з проблем творчості Олександра Пушкіна, Михайла Лермонтова, поезії пушкінської доби, російсько-українських літературних зв'язків.
У 1981-му році здобув науковий ступінь доктора філологічних наук, захистивши дисертацію на тему «Украинская поэзия XIX — начала XX века и художественный мир Лермонтова: контактно-генетические и историко-типологические аспекты изучения». Через рік затверджений у вченому званні професора.

Могила Ісая Заславського, Байкове кладовище

У 1989-му році, у 74-річному віці, вийшов на заслужений відпочинок, періодично публікував наукові праці. У 1996-му році виступив співзасновником та упорядником календаря-щорічника «Українознавство» Центру українознавства КНУ ім. Т. Г. Шевченка.
Жив у Києві, у «Будинку працівників науки» по вулиці Микільсько-Ботанічній (з 1954-го року), пізніше — у будинку № 1 по вулиці Панаса Мирного. Помер на 86-му році життя 24 листопада 2000-го року. Похований разом з дружиною у колумбарії Байкового кладовища (ділянка № 6, тераса № 3).

## Наукова та педагогічна діяльність
На лекції до студентів запрошував знаних майстрів слова, організовуючи своєрідні майстер-класи, зокрема Олександра Білецького, Максима Рильського тощо. Керував науковими семінарами, очолював експедиції студентів та аспірантів до бібліотек, архівів, літературних музеїв різних міст.
Ініціатор вивчення студентами періодичної преси Другої світової війни, участі в ній українських та російських письменників. Під керівництвом Ісая Заславського чотири рази публікувався збірник фронтової преси «Слово, которое вело в бой» (1971, 1975, 1980, 1985).
Співпрацював з багатьма науковими центрами та навчальними закладами. У Ніжинському педагогічному інституті імені Миколи Гоголя очолював державні комісії, викладав спецкурси. Був членом редакційної колегії часопису «Питання літературознавства».
В останній період наукової діяльності досліджував творчість українських літераторів, зокрема Тараса Шевченка, Івана Франка, Михайла Драй-Хмари, свого наставника Миколи Зерова, його брата Михайла Ореста тощо. За своє життя опублікував понад 300 наукових робіт. Науковий керівник та педагог десятків кандидатів та докторів наук, зокрема Григорія Самойленка, Тамари Гундорової, Ірини Матяш тощо.

## Науковий доробок (частковий)
- «Рилєєв і російсько-українські літературні взаємини». / И. Я. Заславский, 1958
- «М. Ю. Лермонтов и современность». — Киев: Изд-во Киев. ун-та, 1963. — 124 с.; 20 см.
- «Самуїл Маршак». / И. Я. Заславский, 1966
- «Поэма о мужестве и гражданском долге: Поэма М. Ю. Лермонтова „Беглец“: Опыт идейно-эстетического анализа». — Киев: Изд-во Киев. ун-та, 1967. — 87 с. : ил.; 17 см.
- «Слово, которое вело в бой»: [Сборник] / [Редколлегия: доц. канд. филол. наук И. Я. Заславский (отв. ред.) и др.]. — Киев: Изд-во Киев. ун-та, 1971. — 258 с. : ил.; 20 см.
- «Про Валеріана Поліщука, письменника і людину (за епістолярними джерелами)». / І. Я. Заславський, «Радянське літературознавство», 1972, № 10
- «Поэтическое наследие М. Ю. Лермонтова в украинских переводах». — Киев: Вища шк. Изд-во при Киев. ун-те, 1973. — 168 с.; 20 см.
- «Слово, которое вело в бой»: [Сборник] / [Ред. коллегия: канд. филол. наук доц. И. Я. Заславский (отв. ред.) и др.]. — Киев: Вища школа. Изд-во при Киев. ун-те, 1975. — 199 с.; 20 см.
- «М. Ю. Лермонтов и украинская поэзия» / И. Я. Заславский. — Киев: Вища школа. Изд-во при Киев. ун-те, 1977. — 207 с.; 20 см.
- «Украинская поэзия XIX — начала XX века и художественный мир Лермонтова: контактно-генетические и историко-типологические аспекты изучения»: диссертация доктора филологических наук : 10.01.03. — Киев, 1981. — 375 с.
- «Пушкин и Украина: украинские связи поэта, украинские мотивы в его творчестве» / И. Я. Заславский. — Киев: Вища шк. : Изд-во при Киевском ун-те, 1982. — 152 с.; 20 см.
- «Струни ліри із струнами кобзи злились…: (Пушкін і Україна)» / І. Я. Заславський // Комуніст України. — 1987. — № 9. — С. 67-74.
- «Лермонтов и Украина: Литературно-критический очерк» / И. Я. Заславский. — Киев: Днiпро, 1989. — 347,[2] с., [1] л. портр.; 17 см.
- «Каленик Шейковський — етнограф, фольклорист, мовознавець, видавець» / Ісай Заславський // Київська старовина. — 1997. — № 1–2. — С. 86–100.
- «Спогади Кесаря Білиловського» / Ісай Заславський, Степан Захаркін // Київська старовина. — 2000. — № 1-2.

## Нагороди
- орден Вітчизняної війни II ступеня
- орден Червоної Зірки
- медаль «За оборону Сталінграда»
- медаль «За взяття Будапешта»